# Coppa di Francia 1967-1968
L'edizione 1967-1968 della Coppa di Francia è stata la cinquantunesima edizione della coppa nazionale di calcio francese.
Vide la vittoria finale del Saint-Étienne.

## Risultati

### Trentaduesimi di finale
| Squadra 1          | Risultato | Squadra 2             |
| ------------------ | --------- | --------------------- |
| Ajaccio            | 3 - 2     | Rennes                |
| Nantes             | 10 - 0    | Stade Dinnais         |
| Nizza              | 2 - 1     | Villefranche          |
| Montélimar         | 2 - 1     | Cannes                |
| Nîmes              | 1 - 0     | Olympique Marsiglia   |
| Quevilly-Rouen     | 2 - 0     | Stade Héninois        |
| Calais RUFC        | 2 - 0     | Rouen                 |
| Red Star           | 0 - 0     | Stade Reims           |
| Sochaux            | 5 - 1     | Bastia                |
| Strasburgo         | 1 - 0     | Pierrots Strasbourg   |
| Tolone             | 1 - 0     | Aix-en-Provence       |
| Valenciennes       | 1 - 0     | Granville             |
| Vannes             | 1 - 0     | Jeunesse Villenavaise |
| Mouzon             | 2 - 0     | Stade Lavallois       |
| Malakoff           | 3 - 0     | Grenoble              |
| Olympique Lione    | 1 - 0     | Sète                  |
| Gazélec Ajaccio    | 2 - 1     | Monaco                |
| Angers             | 3 - 1     | Stade Briochin        |
| Angoulême          | 2 - 0     | Pau                   |
| Annecy             | 3 - 2     | Bourges               |
| Arles              | 2 - 2     | Montluçon             |
| Aulnoye            | 1 - 1     | Évreux                |
| Olympique Avignone | 2 - 1     | Béziers               |
| Bordeaux           | 4 - 0     | Coqs Rouges Bordeaux  |
| Brest              | 1 - 0     | Limoges               |
| Chaumont           | 4 - 2     | Amiens                |
| CSL Dijon          | 2 - 1     | Besançon              |
| Dunkerque          | 1 - 0     | Lilla                 |
| Lens               | 1 - 0     | Abbeville             |
| Metz               | 2 - 2     | Fontainebleau         |
| Nancy              | 2 - 0     | Mulhouse              |
| Saint-Étienne      | 2 - 1     | Sedan                 |

#### Spareggi
| Squadra 1 | Risultato | Squadra 2     |
| --------- | --------- | ------------- |
| Red Star  | 2 - 1     | Stade Reims   |
| Aulnoye   | 2 - 1     | Évreux        |
| Arles     | 1 - 0     | Montluçon     |
| Metz      | 3 - 1     | Fontainebleau |

### Sedicesimi di finale
| Squadra 1       | Risultato | Squadra 2          |
| --------------- | --------- | ------------------ |
| Bordeaux        | 1 - 0     | Lens               |
| Gazélec Ajaccio | 2 - 2     | Ajaccio            |
| Saint-Étienne   | 4 - 0     | Malakoff           |
| Strasburgo      | 0 - 0     | Arles              |
| Sochaux         | 1 - 0     | Montélimar         |
| Red Star        | 3 - 0     | Vannes             |
| Rouen           | 2 - 0     | Chaumont           |
| Quevilly-Rouen  | 4 - 0     | Mouzon             |
| Nantes          | 1 - 0     | Annecy             |
| Nizza           | 2 - 1     | Aulnoye            |
| Nancy           | 2 - 1     | Brest              |
| Metz            | 0 - 0     | Olympique Avignone |
| Olympique Lione | 1 - 0     | Tolone             |
| Dunkerque       | 3 - 0     | CSL Dijon          |
| Angoulême       | 2 - 1     | Nîmes              |
| Angers          | 1 - 0     | Valenciennes       |

#### Spareggi
| Squadra 1       | Risultato | Squadra 2          |
| --------------- | --------- | ------------------ |
| Strasburgo      | 2 - 0     | Arles              |
| Gazélec Ajaccio | 1 - 0     | Ajaccio            |
| Metz            | 1 - 0     | Olympique Avignone |

### Ottavi di finale
| Squadra 1      | Risultato | Squadra 2       |
| -------------- | --------- | --------------- |
| Angoulême      | 2 - 0     | Rouen           |
| Bordeaux       | 2 - 0     | Gazélec Ajaccio |
| Dunkerque      | 1 - 0     | Nizza           |
| Metz           | 2 - 1     | Nancy           |
| Quevilly-Rouen | 1 - 0     | Olympique Lione |
| Sochaux        | 2 - 1     | Nantes          |
| Strasburgo     | 0 - 0     | Red Star        |
| Saint-Étienne  | 2 - 1     | Angers          |

#### Spareggi
| Squadra 1  | Risultato | Squadra 2 |
| ---------- | --------- | --------- |
| Strasburgo | 1 - 0     | Red Star  |

### Quarti di finale
| Squadra 1      | Risultato | Squadra 2  |
| -------------- | --------- | ---------- |
| Quevilly-Rouen | 4 - 0     | Dunkerque  |
| Sochaux        | 1 - 2     | Angoulême  |
| Bordeaux       | 1 - 1     | Strasburgo |
| Saint-Étienne  | 1 - 0     | Metz       |

#### Spareggi
| Squadra 1 | Risultato | Squadra 2  |
| --------- | --------- | ---------- |
| Bordeaux  | 2 - 1     | Strasburgo |

### Semifinali
| Squadra 1     | Risultato | Squadra 2      |
| ------------- | --------- | -------------- |
| Saint-Étienne | 1 - 1     | Angoulême      |
| Bordeaux      | 2 - 1     | Quevilly-Rouen |

#### Spareggi
| Squadra 1     | Risultato | Squadra 2 |
| ------------- | --------- | --------- |
| Saint-Étienne | 2 - 1     | Angoulême |

### Finale
| Arbitro: | Roger Barde |

| |            | |
| Mekloufi 30’, 78’ | Marcatori  | 40’ Wojciak |
| Georges Carnus Vladimir Durković Roland Mitoraj Bernard Bosquier Georges Polny Aimé Jacquet Robert Herbin André Fefeu Hervé Revelli Rachid Mekloufi Georges Bereta | Formazioni | Christian Montes Bernard Baudet Didier Desremeaux André Chorda Robert Péri Guy Calléja Didier Couécou Héctor De Bourgoing Carlos Ruiter (poi Henri Duhayot) Gabriel Abossolo Édouard Wojciak |
| Albert Batteux | Allenatori | José Arribas |